# Last Night on Earth
«Last Night on Earth» (с англ. — «Последняя ночь на Земле») — третий сингл ирландской рок-группы U2 из альбома Pop, выпущенный 14 июля 1997 года.

## О композиции
«Last Night on Earth» была написана во время сессий к альбому Zooropa, но была отложена вплоть до начала записи альбома Pop. Имея много времени для завершения песен, группа дала команду своему менеджеру, Полу Макгинессу, начать подготовку к мировому туру PopMart Tour, начало которого запланировали на апрель 1997 года; не успевая своевременно закончить альбом, группа немедленно пожалела о своём решении и ускорила студийную работу. «Last Night on Earth» стала одной из последних законченных песен.
Поскольку группа работала в студии практически до последней минуты, заканчивая запись и сведение альбома, у Боно не был готов припев для песни. Проблема была решена в 4 часа утра последнего рабочего дня — проведя всю ночь без сна, вокалист начал напевать строчку «You’ve got to give it away». Когда припев был написан, его требовалось тут же записать, однако к тому моменту Боно совершенно сорвал голос, поэтому к его вокальной партии было добавлено эхо и бэк-вокал Эджа. В ходе тура PopMart группа возвратилась в студию, чтобы сделать запись версии для сингла (в общей сложности из пяти треков с альбома Pop, выбранных для синглов, три были перезаписаны).

## Концертное исполнение
«Last Night on Earth» была одной из 17 песен, исполнявшихся U2 на каждом из 93 концертов PopMart Tour; практически всегда она шла пятым номером, между «Even Better Than the Real Thing» и «Until the End of the World». Наряду с «Please» «Last Night on Earth» является одной из двух песен с альбома Pop, исполнявшихся с сохранением первоначальных аранжировок. По окончании PopMart Tour песня более не исполнялась.
Концертная версия традиционно длилась больше студийной; перед первым куплетом Боно проговаривал следующий текст:
I went looking...
I went looking for spirit... Found alcohol
I went looking for soul... And I bought some style
I wanted to meet God... But you sold me religion
В середине композиции U2 замедляли темп и Боно импровизировал с текстом, используя строчку «It’s not the last night on earth» и упоминая город, в котором происходит концерт. Завершалась песня удлинённым гитарным джемом Боно и Эджа.
Во время исполнения песни гигантские экраны на сцене показывали мультфильм, персонажей которого засыпало различными стимуляторами в магазинах и супермаркетах; затрагивалась и растущая проблема ношения огнестрельного оружия в США.

## Обложка
На обложке для сингла гитарист группы Эдж пародирует картину «Крик» Эдварда Мунка. Обложка выполнена в стиле поп-арт.

## Отзывы критиков
Редакция «Афиша Daily» охарактеризовала «Last Night on Earth» как «пружинящий электророк», назвав Pop лучшим альбомом группы.

## Список композиций
кассета
1. «Last Night on Earth» (single mix) — 4:14
2. «Pop Muzik» (Pop Mart mix) — 8:50

CD-сингл (версия 1)
1. «Last Night on Earth» (single mix) — 4:14
2. «Pop Muzik» (Pop Mart mix) — 8:50
3. «Happiness Is a Warm Gun» (Gun mix) — 4:46

CD-сингл (версия 2)
1. «Last Night on Earth» (First Night in Hell mix) — 5:50
2. «Numb» (Soul Assassins mix) — 3:58
3. «Happiness Is a Warm Gun» (Danny Saber mix) — 4:51
4. «Pop Muzik» (Pop Mart mix) — 8:50